# Pettorazza Grimani
Pettorazza Grimani är en ort och kommun i provinsen Rovigo i regionen Veneto i Italien. Kommunen hade 1 540 invånare (2018).